# Jocurile Olimpice de vară din 1980
A XXII-a ediție a Jocurilor Olimpice s-a desfășurat la Moscova, URSS în perioada 19 iulie - 3 august 1980. Alt oraș candidat pentru organizarea Jocurilor Olimpice a fost Los Angeles. La 23 octombrie 1974, la cea de-a 75-a sesiune CIO, s-a votat în favoarea Moscovei cu 39 de voturi față de 20 de voturi pentru Los Angeles.
Au participat 80 de țări și 5.179 de sportivi. Statele Unite au protestat împotriva invaziei Afganistanului de către armata sovietică.
Decizia președintelui Jimmy Carter este urmată de 65 de țări, printre care Albania, Canada, Chile, China, Egipt, R.F. Germania, Iran, Israel, Japonia, Coreea de Sud, Niger, Pakistan, Panama, Paraguay, Tunisia, Turcia și Zair.

## Sporturi olimpice
| - Atletism - Baschet - Box - Caiac canoe - Canotaj - Ciclism | - Echitație - Fotbal - Gimnastică - Haltere - Handbal - Hochei pe iarbă | - Judo - Lupte - Natație - Navigație - Pentatlon modern - Polo pe apă | - Sărituri în apă - Scrimă - Tir - Tir cu arcul - Volei |

## Clasament pe medalii
(Țara gazdă apare cu aldine.)
| Jocurile Olimpice de vară 1980 |                 |     |        |       |       |
| Poz.                           | Țară            | Aur | Argint | Bronz | Total |
| 1                              | URSS            | 80  | 69     | 46    | 195   |
| 2                              | Germania de Est | 47  | 37     | 42    | 126   |
| 3                              | Bulgaria        | 8   | 16     | 17    | 41    |
| 4                              | Cuba            | 8   | 7      | 5     | 20    |
| 5                              | Italia          | 8   | 3      | 4     | 15    |
| 6                              | Ungaria         | 7   | 10     | 15    | 32    |
| 7                              | România         | 6   | 6      | 13    | 25    |
| 8                              | Franța          | 6   | 5      | 3     | 14    |
| 9                              | Marea Britanie  | 5   | 7      | 9     | 21    |
| 10                             | Polonia         | 3   | 14     | 15    | 32    |

## România la JO 1980
A fost a unsprezecea ediție a JO la care România a participat. Delegația României a fost cea mai numeroasă din istoria olimpismului românesc, de 239 de sportivi, România obținând poziția 7 în clasamentul pe medalii, cu 25 de medalii din care 6 de aur.

### Aur
- Toma Simionov și Ivan Patzaichin — canoe, 1000m
- Nadia Comăneci — gimnastică, bârnă
- Nadia Comăneci — gimnastică, sol
- Sanda Toma — canotaj, simplu vâsle
- Corneliu Ion — tir, pistol viteză individual
- Ștefan Rusu — lupte greco-romane (68 kg)

### Argint
- Vasile Dîba, Nicușor Eșanu, Ion Geantă și Mihai Zafiu — caiac, 1000m
- Petre Capusta și Ivan Patzaichin — canoe, 500m
- Nadia Comăneci — gimnastică, individual compus
- Emilia Eberle — gimnastică, paralele inegale
- Nadia Comăneci, Rodica Dunca, Emilia Eberle, Melita Rühn și Dumitrița Turner — gimnastică, echipe
- Constantin Alexandru — lupte greco-romane (48 kg)

### Bronz
- Dumitru Cipere — box, cat. cocoș (54 kg)
- Valentin Silaghi — box, cat. mijlocie (75 kg)
- Vasile Dîba — caiac, 500m
- Ion Bîrlădeanu — caiac, 1000 m
- Anghelache Donescu, Petre Roșca și Dumitru Velicu — călărie dresaj, echipe
- Melita Rühn — gimnastică, sărituri
- Melita Rühn — gimnastică, paralele
- Ștefan Birtalan, Iosif Boroș, Adrian Cosma, Cezar Drăgăniță, Marian Dumitru, Cornel Durău, Alexandru Fölker, Claudiu Eugen Ionescu, Nicolae Munteanu, Vasile Stîngă, Lucian Vasilache, Neculai Vasilcă, Radu Voina și Maricel Voinea — handbal
- Olga Homeghi și Valeria Răcilă — canotaj, dublu vâsle
- Angelica Aposteanu, Elena Bondar, Florica Bucur, Mariana Constantinescu, Elena Dobrițoiu, Ana Iliuță, Marlena Zagoni-Predescu și Rodica Frîntu — canotaj, 8+1
- Marius Căta-Chițiga, Valter-Corneliu Chifu, Laurențiu Dumănoiu, Günther Enescu, Dan Gîrleanu, Sorin Macavei, Viorel Manole, Florin Mina, Corneliu Oros, Neculae Vasile Pop, Constantin Sterea și Nicu Stoian — volei
- Petre Dicu - lupte greco-romane 90 kg
- Vasile Andrei — lupte greco-romane 100 kg